# Жак Магома
Жак Ілонда Магома (фр. Jacques Ilonda Maghoma; нар. 23 жовтня 1987, Лубумбаші, Заїр) — конголезький футболіст, півзахисник національної збірної Демократичної Республіки Конго та англійського клубу «Бірмінгем Сіті».

## Клубна кар'єра
Вихованець футбольної школи клубу «Тоттенгем Готспур». Дорослу футбольну кар'єру розпочав 2008 року в основній команді того ж клубу, в якій провів один сезон. 
Своєю грою за цю команду привернув увагу представників тренерського штабу клубу «Бертон Альбіон», до складу якого приєднався 2009 року. Відіграв за команду з міста Бертон-апон-Трент наступні чотири сезони своєї ігрової кар'єри. Більшість часу, проведеного у складі «Бертон Альбіона», був основним гравцем команди.
2013 року уклав контракт з клубом «Шеффілд Венсдей», у складі якого провів наступні два роки своєї кар'єри гравця. Граючи у складі «Шеффілд Венсдей» також здебільшого виходив на поле в основному складі команди.
До складу клубу «Бірмінгем Сіті» приєднався 2015 року.

## Виступи за збірну
2010 року дебютував в офіційних матчах у складі національної збірної Демократичної Республіки Конго.
У складі збірної був учасником Кубка африканських націй 2017 року у Габоні.